# Lestodiplosis solani
Lestodiplosis solani är en tvåvingeart som beskrevs av Barnes 1928. Lestodiplosis solani ingår i släktet Lestodiplosis och familjen gallmyggor. Inga underarter finns listade i Catalogue of Life.